# Kirsten Søberg
Kirsten Søberg (17. april 1929 i Øster Lindet – 9. juli 1980) var en dansk skuespiller.
Søberg var uddannet i klaver fra Det Kgl. Danske Musikkonservatorium i 1951 og blev uddannet skuespiller fra Skuespillerskolen ved Odense Teater i 1954. Forinden læste hun hos Einar Juhl. Gennem sin karriere var hun ansat hos bl.a. Odense Teater, Allé-Scenen, Det Danske Teater, Det ny Teater og Det Kongelige Teater.
Søberg er begravet på Rødding Frimenighedskirkegård.

## Filmografi
- Paradis retur (1964)
- Døden kommer til middag (1964)
- Mor bag rattet (1965)
- Een pige og 39 sømænd (1965)
- Landmandsliv (1965)
- Stormvarsel (1968)
- Tænk på et tal (1969)
- Den røde rubin (1969)
- Affæren i Mølleby (1976)
- Måske ku' vi (1976)
- Lille spejl (1978)
- Drømme støjer ikke når de dør (1979)
- Rend mig i traditionerne (1979)

### Tv-serier
- Livsens Ondskab (1972)
- Fiskerne (1977)
- Matador (1978-1981)